# نيكو فان كيركهوفن
نيكو فان كيركهوفن (مواليد 14 ديسمبر 1970) هو لاعب كرة قدم. يلعب مع منتخب بلجيكا لكرة القدم. سبق له أن لعب في كأس العالم لكرة القدم مع منتخب بلاده.

## روابط خارجية
- نيكو فان كيركهوفن على موقع الاتحاد الدولي (مؤرشف)  (الإنجليزية)
- نيكو فان كيركهوفن على موقع الاتحاد البلجيكي (الإنجليزية)
- نيكو فان كيركهوفن على موقع قاعدة بيانات كرة القدم.إي يو (الإنجليزية)
- نيكو فان كيركهوفن على موقع ناشيونال فوتبول تيمز (الإنجليزية)
- نيكو فان كيركهوفن على موقع Soccerway.com (الإنجليزية)
- نيكو فان كيركهوفن على موقع عالم كرة القدم.نت (الإنجليزية)
- نيكو فان كيركهوفن على موقع كووورة